# 约翰·厄尔·沙利文
約翰·厄爾·沙利文（英語：John Earle Sullivan，化名包括：
、，1994年7月18日—）是长期居住于犹他州鹽湖縣桑迪市的一名美國政治運動家。沙利文曾以競速滑冰选手的身份参加了2018年冬季奧林匹克運動會的选拔赛，但未能入选。
苏利文是自称反法西斯主义和抗议警察暴力的组织「美國叛乱」（Insurgence USA）的创始人，这是一个在2020年夏天喬治·佛洛伊德之死事件后成立的政治活动组织。许多媒体因此称他与antifa有关联，但联邦政府随后说他与antifa无关。

## 早年生活
沙利文早年被一个弗吉尼亚州的摩爾門教保守家庭收养，并在其中长大，他的养父是美国陆军中校。他们一家随后移居到了犹他州。
沙利文有一个同为领养的兄弟，詹姆斯·沙利文（James Sullivan）。詹姆斯·沙利文是一个名为“文明觉醒”（Civilized Awakening）的右翼组织的创始人，詹姆斯曾在一次访谈中称，约翰“直到最近”都是一个保守派。

## 社会行动事蹟
2020年6月29日，由机动车辆组成的“支持警察”（Back the Blue）示威活动在犹他州普若佛市警察局周围举行。苏利文等人组织了反抗议活动，封锁车辆。在抗议活动中，有人向一辆车开枪，一名司机受伤。一名叫杰西·塔格特（Jesse Taggart）的男子被控谋杀未遂。苏利文因抗议被捕。据警方证词，苏利文在抗议期间损坏了车辆，并与他创立的反对警察暴力的反法西斯活动组织「美國叛乱」合作，招募抗议者进行抗议。
2020年7月22日，沙利文携带AR-15半自動步槍在犹他州议会大厦举行了单人武装抗议活动。他遭到犹他州公民警报组织（Utah Citizens' Alarm）的20名武装人员的反抗议。抗议活动持续了数小时。
2021年1月6日，在2021年冲击美国国会大厦事件期间，苏利文进入了國會大廈并拍摄了大量视频，包括阿什利·巴比特（Ashli Babbit）的死亡视频。苏利文后来向警方和FBI探员讲述了枪击事件。他随后在媒体的采访中回应称：“我觉得她（阿什利·巴比特）不应该死。她没有武器。她什么都没有。”
1月13日，沙利文因“在处于禁区，民事骚乱和暴力进入或扰乱秩序的行为”被联邦起诉。FBI的一份证词对他是攝影記者的说法提出了异议，因为他没有记者证件。
因为他在Facebook上使用过“#BLM”和“#Antifa”标签，沙利文成为了右翼阴谋论称為反法西斯主义运动是国会大厦骚乱的幕后黑手的对象。虽然他声称自己是以摄影记者的身份到场，但他拍摄到自己在进入大楼前曾大喊“让我们把这狗屎烧掉”（let's burn this shit down）。他说这是为了“混入”骚乱的人群中。
雖然沙利文反對唐納德·川普，但他在2020年美國總統選舉結果的問題上認同了川普支持者的觀點，相信該結果是偽造的。1月26日，沙利文與信息大戰網站作戰室節目主持人歐文·施羅耶（Owen Shroyer）共同討論「左派和右派如何統一起來，擊敗全球主義者的議程」。在節目中，沙利文認為喬·拜登在2020年美國總統選舉中的獲勝是可疑的。他提到，「你看不到有人打著拜登2020的旗幟舉行拜登集會，但是你卻會看到很多川普集會和川普2020集會。這就說明了一切。」「我是否認為可能存在某種錯誤計數或操縱？是的，我認為這是存在的。」